# Lega Nazionale A 1992-1993 (calcio femminile)
La Lega Nazionale A 1992-1993, campionato svizzero femminile di prima serie, si concluse con la vittoria del SV Seebach.

## Classifica
|  | Pos. | Squadra           | Pt | G  | V  | N | P  | GF | GS | DR  |
|  | ---- | ----------------- | -- | -- | -- | - | -- | -- | -- | --- |
|  | 1.   | Seebach           | 29 | 20 | 13 | 3 | 4  | 62 | 26 | +36 |
|  | 2.   | Berna             | 29 | 20 | 11 | 7 | 2  | 46 | 23 | +23 |
|  | 3.   | Schwerzenbach     | 22 | 20 | 9  | 4 | 7  | 44 | 39 | +5  |
|  | 4.   | Blue Stars Zurigo | 19 | 20 | 6  | 7 | 7  | 34 | 28 | +6  |
|  | 5.   | Rapid Lugano      | 14 | 20 | 5  | 4 | 11 | 23 | 59 | -36 |
|  | 6.   | Therwil           | 7  | 20 | 1  | 5 | 14 | 17 | 49 | -32 |

Legenda:

      Campione di Svizzera.
      Relegata in Lega Nazionale B.
Note:

Due punti a vittoria, uno a pareggio, zero a sconfitta.